# Fator de crescimento nervoso
Fator de crescimento nervoso - com sigla (em inglês): NGF (de Nerve growth factor) é uma pequena proteína de secreção interna, importante para o crescimento, manutenção e sobrevivência de determinados neurônios (células nervosas). Também funciona como molécula de sinalização entre os neurônios.
É um provável protótipo do fator de crescimento, dos quais foi um dos primeiros a ser descrito. Usado no singular trata de um fator específico, em contrapartida para o plural (fatores de crescimento nervoso), que se referem às neurotrofinas. Outros tipos de neurotrofinas conhecidos são o BNDF (Brain-Derived Neurotrophic Factor), a neurotrofina-3 (NT-3) e neurotrofina 4/5 (NT-4/5). 